# Сухој Су-33
Сухој Су-33 , (рус. Сухой Су-33), (НАТО назив Flanker-D) је морнарички ловац-бомбардер, користи палубу брода носача авиона, за полетање и слетање. Развијен је из основног стандарда Су-27, погоне га два двопроточна турбомлазна мотора, припада четвртој генерацији. Развијен је и произведен у Совјетском Савезу/Русији, у капацитетима Сухоја. Авион је први пут полетео 1985. године. Првобитна ознака му је била Су-27К. Прво се користио у 1995. години, у операцијама на броду носачу авиона Адмирал Кузнецов,  Су-33 је званично уведен у оперативну употребу у августу 1998. године, од тада се користи назив Су-33. Серијски се производи у ограниченом броју од 1992. године, а након распада Совјетског Савеза смањење се руска морнарица, па је само произведено 24 авиона. Покушај продаје Кини и Индији није успео. Основна му је разлика, у односу на изворни стандард, што му се склапају крила и део хоризонталног репа, за лакше стационирање на скученом бродском простору. Поред тога, ноге и окови стајног трапа су ојачани, према прописима слетања на палубу брода. Развијена је и школско-борбена варијанта двоседа Су-33УБ. Авиони Су-33 и Су-33УБ, налазе се и даље (2011. године) у понуди за извоз.

## Тактичко-технички захтеви
Рад на пројекту авиона Су-33 је почео у складу са Уредбом од 18. априла 1984. године. Дефинисан је развој морнаричког тешког ловца четврте генерације заснован на ловцу Сухој Су-27, који је прошао сва испитивања и доказао врхунске резултате. Захтевано је да Су-33 задржи све предности ловца Сухој Су-27. Програм је поверен ОКБ Сухоју, а водећи пројектант је био Михаил Петрович Симонов. Комисија купца, на челу са командантом Ваздухопловства, генерал-пуковник Кузнецов, захтевао је да се обезбеди висока ефикасност у извршењу задатака уништавања површинских циљева на мору са респективним тактичким радијусом. Као резултат тога, након ревизије идејног пројекта комплетне техничко-економске анализе, у фебруару 1985. године, пројекат Су-27К (почетни назив), одобрен је од стране Команданата ваздухопловства и морнарице Совјетског Савеза.

## Развој
У 1986. години, почео је развој првог прототипа овог авиона, који је био с фиксним крилима без склапања. У јулу месецу 1987. године, прототип је био спреман за испитивања на земљи и у лету. Први пробни лет је обављен 17. августа 1987. године, а пробни пилот је био В. Г. Пугачов. Шест месеци касније почела су испитивања и другог прототипа Су-27К, али на њему су била остварена крила на склапање. Други прототип је први пут полетео 22. децембра 1987. године. У лето наредне године и први прототип је накнадно добио крила на склапање. Нажалост, овај авион се срушио 27. септембра 1988. године, због квара хидрауличког система, у току испитивања у лету. Прво слетање на носач авиона Адмирал Кузњецов, обављено је октобру 1989. године. Верификационо испитивање авиона у лету Су-33, трајало је до 22. новембра 1989. године. Поред Су-33, паралелно су испитивани и конкурентски авиони МиГ-29К и Су-25УТГ, као и носач авиона Адмирал Кузњецов, за њихов оперативни пријем. Након завршених испитивања авиона кандидата за избор морнарице и испитивања носача авиона, приступило се додатном усаглашавању и отклањању свих уочених недостатака.

## Пројекат
Су-33 је двомоторни авион, једносед са класичном аеродинамичком шемом. Развијен је на основу вишенаменског ловца Су-27 и прилагођен је за употребу у морнаричкој авијацији, са могућношћу слетања и полетања са носача авиона. Крила авиона и хоризонтални реп, могу се склопити тако да авион заузме мањи простор у хангару и на палуби носача авиона. Су-33 погоне два мотора АЛ-31Ф-3 или АЛ-31Ф-М1, који имају већи потисак у односу на моторе АЛ-31Ф, који погоне Су-27. Мотори су смештени у размакнутим гондолама на задњем делу трупа, довољно удаљени један од друго, да би се повећало преживљавање авиона у случају поготка једног од њих ракетом. Због уградње тежег радарског система, у предњи део трупа, помера се унапред тежиште авиона, због чега су испред крила уграђени канарди у циљу задржавања жељене уздужне резерве статичке стабилности, Померањем неутралне тачке за исту вредност као и што је померено и тежиште, задржана је првобитна резерва стабилности. У току испитивања доказан је и користан допринос у порасту узгона и смањењу индукованог отпора авиона (побољшан је однос узгона и отпора), нарочито у току полетања, па је одлучено да се исто решење угради и у будуће модификације авиона Су-27. Пројекат авиона Су-33 углавном је сличан авиону Су-27.

### Крило и хоризонтални реп
Крило ловца Су-33 је трапезног облика у, плану. Нападна ивица је закошена, под углом стреле од 42,4°. Површина крила је 67,84 m², распон крила - 14,7 m (са постављеним ракетама или контејнерима са опремом на крајевима, износи 14,948 m). Широко је примењена механизација крила, укупно заузима површину од 2,4 m² за флапероне, који обављају двоструке функције закрилаца и крилаца, два сегмента закрилаца од 6,6 m² и преткрилаца површине од 5,4 m². Хоризонтални реп се састоји од две диференцијално целобртне површине. Размах хоризонталног репа је 9,9 m, а површина је 12,3 m². Канарди су такође целообртни. Угао стреле им је 53,5°, размах 6,43 m, а површина активног сегмента је 2,99 m². Вертикални реп авиона се састоји од две површине трапезног облика, са углом стреле нападне ивице од 40° и површином од 15,1 m². На оба вертикална репа, изведено је по крмило, са укупном површином од 3,49 m².
Полукрила морнаричких авиона се склапају, а разлози су претходно објашњени. Хоризонтални реп се првобитно није склапао, тада је ширина авиона (због распона репа) била 9 m, што је 1,2 m већа од конкурента МиГ-29К. Са увођењем склапања, распон хоризонталног репа је сведен на 7,4 m, а то је још мање од МиГ-29К за 0,4 m.

### Погон
Сухој Су-33 поседује подвесне усиснике ваздуха, што му је због смањених губитака омогућено да достигне брзину већу за 2 пута од брзине звука. Отвори усисника су испод крила и опремљени су заштитним решеткама, које спречавају усисавање страних предмета у моторе на режимима полетања и слетања. Заштитне решетке су перфорирани панели од титанијума, са великим бројем отвора пречника 2,5 mm. Решетке се аутоматски спуштају и подижу - везано са положајем ногу стајног трапа. Када су ноге стајног трапа извучене, решетке су подигнуте и обратно.
Су-33 погоне два двопроточна турбомлазна мотора Ал-31Ф, серије 3 НПО „Сатурн“. Разликују се од базне варијанте АЛ-31Ф већим потиском за 12,8 kN и смањеном потрошњом горива.

### ПосебностиСу-33
Побољшања, проистекла из прилагођавања авиона новој намени, су:
- Побољшан је однос узгона и отпора авиона, при полетању, слетању и у маневру.
- Повећан је потисак мотора авиона за безбедно кратко полетање са палубе и у случају нужног одустајања од слетања (продужења), у завршној фази прилаза.
- Ојачан је стајни трап, а на предњу ногу, постављена су два точка и уграђена је куке за хватање развученог ужета, при слетању.
- Уграђен је и систем за напајање горивом у лету.
- Су-33 је интегрисан у навигациони систем носача авиона.
- Извршена је интеграција са радио-електронским системима носача авиона.
- Прилагођени су системи наоружања према стандардима морнаричке авијације.
- Репројектовано је крило и хоризонтални реп са решењем шарки (окова) за њихово склапање на одређеном пресеку у равни аеропрофила, у циљу смањења размаха при стационирању, па и мањег заузимања простора на броду.
- Примењена је побољшана заштита од корозије ваздухоплова (структуре и система), која одговара дуготрајној употреби у условима на мору.
- Повећана је ефикасност у нападу на циљеве на површини мора.[3][5][8][11]

## Варијанте
- Су-27К — Пројекат палубног ловца на бази Су-27 за опремање носача авиона. Пројекат је био под шифром 1143.5.
- Су-27КУ — Пројекат палубног двоседа, школско-тренажног авиона.
- Су-27КРЦ — Пројекат палубног двоседа, извиђачког авиона и тегљача мета.
- Су-27КПП — Пројекат палубног двоседа, авиона ометача.
- Су-27КТ / Су-27КТЗ — Пројекат палубног двоседа, авиона танкера горива.
- Су-33 — Основна борбена варијанта.
- Су-33УБ — Школско-борбена варијанта, двосед. Раније је имао назив Су-27КУБ
- Су-33М -Наиме, још од 2002. године, компанија Сухој ради на модернизацији авиона Су 33 на стандард Су 33М. Су 33М прије свега садржи новије (јаче) моторе-Ал 31Ф серије 3, а затим и напреднији нападно-навигациони систем „ГЛОНАСС", систем СВП-24 и нови систем радарског упозорења Л-150 Пастел.[9][15]

## Наоружање
Преглед наоружања
- Топ: ГШ-30-1 калибра 30 mm, бојеви комплет 150 граната.
- Спољна мах носивост: 6.500 kg
- Тачака подвешавања: 10
- Подвесно наоружање:
  - Вођене ракете ваздух-ваздух
    - Варијанта 3.200 kg: 8 × Р-27Е или 6 × Р-73
    - Пуна варијанта: 2 × Р-73; 4-6 × Р-27Р/ЕР; 2 × Р-27Т/ЕТ

  - Невођене ракете ваздух-ваздух
    - 80 (4 × 20) × 80 mm С-8КОМ/С-8БМ у лансеру Б-8М1 или
    - 20 (4 × 5) × 122 mm С-13Т у лансеру Б-13Л или
    - 4 × 266 mm С-25-ОФМ-ПУ

  - 4 ракете ваздух-море 266 mm; Х-41 москит
  - Слободнопадајуће бомбе масе по 500 kg (до пример.) или по 250 kg ( пример.)
    - 8 × 500 kg (ФАБ-500, РБК-500, ЗБ-500) или
    - 28 × 250 kg (ФАБ-250, РБК-250 итд.) или
    - 32 × 100 kg

  - Контејнера КМГ (до 7 пример.) или лансера НАР, са невођеним ракетама С-13 и С-8.Су-33 при слетању на палубу носача авиона Адмирал Кузњецов.
- Могуће су различите комбинације вођеног и невођеног наоружања различите класе.

## Оперативно коришћење
Авион Сухој Су-33 је произведен у 26 примерака у фабрици авиона КнААПО „Јуриј Гагарин“ из Комсомољска на Амуру у периоду од 1985. до 2011. године, за потребе руске морнарице. Оперативно су распоређени на носач авиона Адмирал Кузњецов. У току 2010. године извршена је модернизација овог авиона али, није познат њен садржај. Вођени су преговори са Кином и Индијом о извозу, али није било резултата.

## Корисници
- Русија

- Кина — Војно ваздухопловство Народне Републике Кине користи своју домаћу верзију Ј-15

## Удеси
28. септембра.1998. године догодила се прва несрећа овог авиона. Прототипу Т10К-1, приликом лета на висини од 2000 m и при брзини од 1270 km/h отказује хидраулични систем (хидраулика). Пилот Николај Садовњиков се успјешно катапултирао.
11. јула 1991. Су 33 биљежи другу хаварију. Због отказа електричног система за управљање авионом, пилот је био принуђен да искочи. Ради се о прототипу Т10К-8, којим је управљао покојни Тимур Апакидзе.
26. децембра 1994. године, Су 33 који је припадао КнААПО-у  срушио се приликом планираног пробног лета. Узрок незгоде је била грешка пилота.
Дана 17. јуна 1996. догађа се још једна несрећа. Палубни ловац Су 33 (број 65 црвени) се срушио и том приликом  је погинуо пилот.  Авион који је припадао првој авијацијској ескадрили 279. осебногп алубног ловачког авијацијског пука, руши се приликом тренажног лета у сложеним метео условима. Пилот Виталиј Кузменко је погинуо.
11. маја 2000. године Су 33 (број 73 црврни) се срушио усљед отказа система управљања. Пилот прве класе, пуковник Павел Кретов се успјешно катапултирао и приземљио се на око 54 km од аеродрома Североморск-3.
Дана 17. јуна 2001. догодила се најпознатија, а за многе и најтрагичнија незгода која укључује авион Су 33. У току аеромитинга код гарнизона Остров у близини града Псков, срушио се ловац Су 33. Након извођења једног од најкомплекснијих маневара који се могу извести на том авиону, долази до квара. Пилот, генерал-мајор Тимур Апакидзе је одмах извукао стајни трап и почео да прилази писти. Нажалост,  није стигао до писте већ је ударио о тло и распао се запаливши се. Пилот је задобио озбиљне повреде и на путу до болнице је преминуо.
Приликом слетања на носач авиона Адмирал Кузњецов, 5.09.2005. године,  палубни ловац Су 33 (редни бр. 82 црвени)  пада у море. Свега неколико тренутака прије заустављања авиона, долази до пуцања палубне зауставне  сајле. По инерцији, авион силази са палубе право у воду. Због малог растојања авиона до краја плаубе у тренутку пуцања сајле, али и брзине кретања, није било могуће зауставити авион. Пилот се катапултирао. Убрзо је спасен и пребачен на брод, а авион је заувјек остао да лежи на дубини од 1117 m, око 100 km удаљен од обала Норвешке. Било је планирано извлачење авиона, али је неисплативост довела до отказивања операције.
3. децембра 2016. палубни ловац Су-33 је пао у воду приликом слетања на носач авиона Адмирал Кузњецов. Ради се о Средозомном мору, недалеко од обала Сирије, за вријеме ангажовања морнаричке групе носача авиона Адмирал Кузњецов. Палубна авијација авионосеће крстарице Адмирал Кузњецов, потпомогнута бродовима и подморницом Сјеверне флоте, пружала је подршку ваздухопловном контигенту руских ваздушно-космичких снага, базираном у Латакији, у борби против ISIS-а и осталих непријатеља тадашњег владајућег режима. Пилот се катапултирао, а у веома кратком року спасилачка служба га је вратила на брод гдје се опоравио. Тачан узрок инцидента није у потпуности разјашњен, али се узима да је то комбинација два људска фактора: грешка пилота и грешка техничара задужених за функционалност система за слетање. Извештаји тврде да је пилот прекорачио максимални осни отклон (који износи 4,2 метра ), и приликом слетања он је износио 0,5 m преко дозвољене вриједности ( значи 4,7 m). Као други фактор који је изазвао незгоду наводи се грешка у раду особља задуженог за функционалност зауставног система. Највјероватније сајле за слетање, нису биле правилно ремонтоване  након сличног квара  14. новембра, када је МиГ 29КР завршио у мору. Палубни ловци Адмирала Кузњецова  сy након инцидента послати у ваздухопловну базу Хмејмим, на привремено базирање, до поправке квара.

## Карактеристике
| ПРЕГЛЕД КАРАКТЕРИСТИКА | ПРЕГЛЕД КАРАКТЕРИСТИКА | ПРЕГЛЕД КАРАКТЕРИСТИКА |
| ОПШТЕ | ПЕРФОРМАНСЕ | ОПРЕМА |
| --- | --- | --- |
| Намена: палубни ловац-бомбардер | Максимална брзина: - на висини: 2.300 km/h (М=2,17) - при земљи: 1.300 km/h (М=1,09) | Радар: РЛПК-27К - Антена: - тип: Н001К - пречник:1.075 mm - Видно поље: - по висини: ±50° - по азимуту: ±60° - Домет за површину радарског пресека: 3 m² - спреда: 100 km - од назад: 40 km - Истовремено прати циљева: 10                                                           |
| Посада: 1 пилот | Максимална брзина: - на висини: 2.300 km/h (М=2,17) - при земљи: 1.300 km/h (М=1,09) | Радар: РЛПК-27К - Антена: - тип: Н001К - пречник:1.075 mm - Видно поље: - по висини: ±50° - по азимуту: ±60° - Домет за површину радарског пресека: 3 m² - спреда: 100 km - од назад: 40 km - Истовремено прати циљева: 10                                                           |
| Дужина: 21,94 m | Максимална брзина: - на висини: 2.300 km/h (М=2,17) - при земљи: 1.300 km/h (М=1,09) | Радар: РЛПК-27К - Антена: - тип: Н001К - пречник:1.075 mm - Видно поље: - по висини: ±50° - по азимуту: ±60° - Домет за површину радарског пресека: 3 m² - спреда: 100 km - од назад: 40 km - Истовремено прати циљева: 10                                                           |
| Размах крила: - склопљена: 7,40 m - са ракетама, за мисију: 14,948 m                                                                                            | Брзина слетања:: 235—250 km/h | Радар: РЛПК-27К - Антена: - тип: Н001К - пречник:1.075 mm - Видно поље: - по висини: ±50° - по азимуту: ±60° - Домет за површину радарског пресека: 3 m² - спреда: 100 km - од назад: 40 km - Истовремено прати циљева: 10                                                           |
| Размах хоризонталног репа: - склопљен: 7,40 m - оперативан: 9,9 m                                                                                               | Долет: - при земљи: 1.000 km - на висини: 3.000 km | Радар: РЛПК-27К - Антена: - тип: Н001К - пречник:1.075 mm - Видно поље: - по висини: ±50° - по азимуту: ±60° - Домет за површину радарског пресека: 3 m² - спреда: 100 km - од назад: 40 km - Истовремено прати циљева: 10                                                           |
| Висина: 5,92 m | Трајање патролирања: 2 h | Радар: РЛПК-27К - Антена: - тип: Н001К - пречник:1.075 mm - Видно поље: - по висини: ±50° - по азимуту: ±60° - Домет за површину радарског пресека: 3 m² - спреда: 100 km - од назад: 40 km - Истовремено прати циљева: 10                                                           |
| Површина крила: 62,0 m² | Практични плафон лета: 17.000 m | Радар: РЛПК-27К - Антена: - тип: Н001К - пречник:1.075 mm - Видно поље: - по висини: ±50° - по азимуту: ±60° - Домет за површину радарског пресека: 3 m² - спреда: 100 km - од назад: 40 km - Истовремено прати циљева: 10                                                           |
| Аеропрофил крила: П44М | Брзина пењања: 13.800 m/min | Радар: РЛПК-27К - Антена: - тип: Н001К - пречник:1.075 mm - Видно поље: - по висини: ±50° - по азимуту: ±60° - Домет за површину радарског пресека: 3 m² - спреда: 100 km - од назад: 40 km - Истовремено прати циљева: 10                                                           |
| Коефицијент сужења крила: 3,76 | Специфично оптерећење крила: - при нормалној полетној тежини: - при делимичним пуњењем горива: 383 kg/m² - при мах пуњењем горива: 441 kg/m² - при мах полетној тежини: 486 kg/m²         | Кацига са нишанским приказивачем |
| Угао стреле нападне ивице крила: 42,5° | Специфично оптерећење крила: - при нормалној полетној тежини: - при делимичним пуњењем горива: 383 kg/m² - при мах пуњењем горива: 441 kg/m² - при мах полетној тежини: 486 kg/m²         | ОЕС: ОЕПС-27К - Тип: ОЛС-27К (46Ш) - Видно поље: - по висини: -15°/+60° - по азимуту: ±60° - Терен видљивости: 120×75° - Угао видљивости: 60×10°, 20×5°, 3×3° - Домет подршке у контрасти топлог ваздуха циља: - спреда: 40 km - од назад: 100 km - Распон измерених раздаљина: 6 km |
| Растојање између осовина предњих и задњих точкова: 5,87 m | Специфично оптерећење крила: - при нормалној полетној тежини: - при делимичним пуњењем горива: 383 kg/m² - при мах пуњењем горива: 441 kg/m² - при мах полетној тежини: 486 kg/m²         | ОЕС: ОЕПС-27К - Тип: ОЛС-27К (46Ш) - Видно поље: - по висини: -15°/+60° - по азимуту: ±60° - Терен видљивости: 120×75° - Угао видљивости: 60×10°, 20×5°, 3×3° - Домет подршке у контрасти топлог ваздуха циља: - спреда: 40 km - од назад: 100 km - Распон измерених раздаљина: 6 km |
| Ширина газа између задњих точкова: 4,44 m | Специфично оптерећење крила: - при нормалној полетној тежини: - при делимичним пуњењем горива: 383 kg/m² - при мах пуњењем горива: 441 kg/m² - при мах полетној тежини: 486 kg/m²         | ОЕС: ОЕПС-27К - Тип: ОЛС-27К (46Ш) - Видно поље: - по висини: -15°/+60° - по азимуту: ±60° - Терен видљивости: 120×75° - Угао видљивости: 60×10°, 20×5°, 3×3° - Домет подршке у контрасти топлог ваздуха циља: - спреда: 40 km - од назад: 100 km - Распон измерених раздаљина: 6 km |
| Маса празног авиона: 16.000 kg | Специфично оптерећење крила: - при нормалној полетној тежини: - при делимичним пуњењем горива: 383 kg/m² - при мах пуњењем горива: 441 kg/m² - при мах полетној тежини: 486 kg/m²         | ОЕС: ОЕПС-27К - Тип: ОЛС-27К (46Ш) - Видно поље: - по висини: -15°/+60° - по азимуту: ±60° - Терен видљивости: 120×75° - Угао видљивости: 60×10°, 20×5°, 3×3° - Домет подршке у контрасти топлог ваздуха циља: - спреда: 40 km - од назад: 100 km - Распон измерених раздаљина: 6 km |
| Маса при нормалном полетању: 22.500 kg | Специфични однос потиска СДС и масе авиона: - при нормалној маси при полетању: - делимично напуњен горивом: 0,96 - пуни унутрашњи резервоари горива: 0,84 - при мах маси у полетању: 0,76 | ОЕС: ОЕПС-27К - Тип: ОЛС-27К (46Ш) - Видно поље: - по висини: -15°/+60° - по азимуту: ±60° - Терен видљивости: 120×75° - Угао видљивости: 60×10°, 20×5°, 3×3° - Домет подршке у контрасти топлог ваздуха циља: - спреда: 40 km - од назад: 100 km - Распон измерених раздаљина: 6 km |
| Нормална маса при полетању: - делимично напуњен горивом: 26.000 kg - пуни унутрашњи резервоари горива: 29.940 kg                                                | Специфични однос потиска СДС и масе авиона: - при нормалној маси при полетању: - делимично напуњен горивом: 0,96 - пуни унутрашњи резервоари горива: 0,84 - при мах маси у полетању: 0,76 | ОЕС: ОЕПС-27К - Тип: ОЛС-27К (46Ш) - Видно поље: - по висини: -15°/+60° - по азимуту: ±60° - Терен видљивости: 120×75° - Угао видљивости: 60×10°, 20×5°, 3×3° - Домет подршке у контрасти топлог ваздуха циља: - спреда: 40 km - од назад: 100 km - Распон измерених раздаљина: 6 km |
| Мах маса у полетању: 32.000 kg | Специфични однос потиска СДС и масе авиона: - при нормалној маси при полетању: - делимично напуњен горивом: 0,96 - пуни унутрашњи резервоари горива: 0,84 - при мах маси у полетању: 0,76 | Председник Русије Д. Медведев на авиону Сухој Су-33 |
| Маса унутрашњег горива: 9.400 kg - Основна верзија увећана за: 5.350 kg                                                                                         | Дужина стазе полетања: 105 m (с скакаонице) | Председник Русије Д. Медведев на авиону Сухој Су-33 |
| Двопроточни турбомлазни мотор: АЛ-31Ф3 | Стаза слетања: 90 m (са кочећим ужетом) | Председник Русије Д. Медведев на авиону Сухој Су-33 |
| Потисак мотора: - мах, без допунског сагоревања (ВДС): 2 × 74,5 kN - мах, са допунским сагоревањем (СДС): 2 × 122,6 kN - мах, на ванредном режиму: 2 × 125,5 kN | Максимално експлоатационо нормално убрзање: 9g | Председник Русије Д. Медведев на авиону Сухој Су-33 |
| Степен двопроточности: 0,571 | | Председник Русије Д. Медведев на авиону Сухој Су-33 |
| Маса мотора: 1.520 kg | | Председник Русије Д. Медведев на авиону Сухој Су-33 |